# ロビ

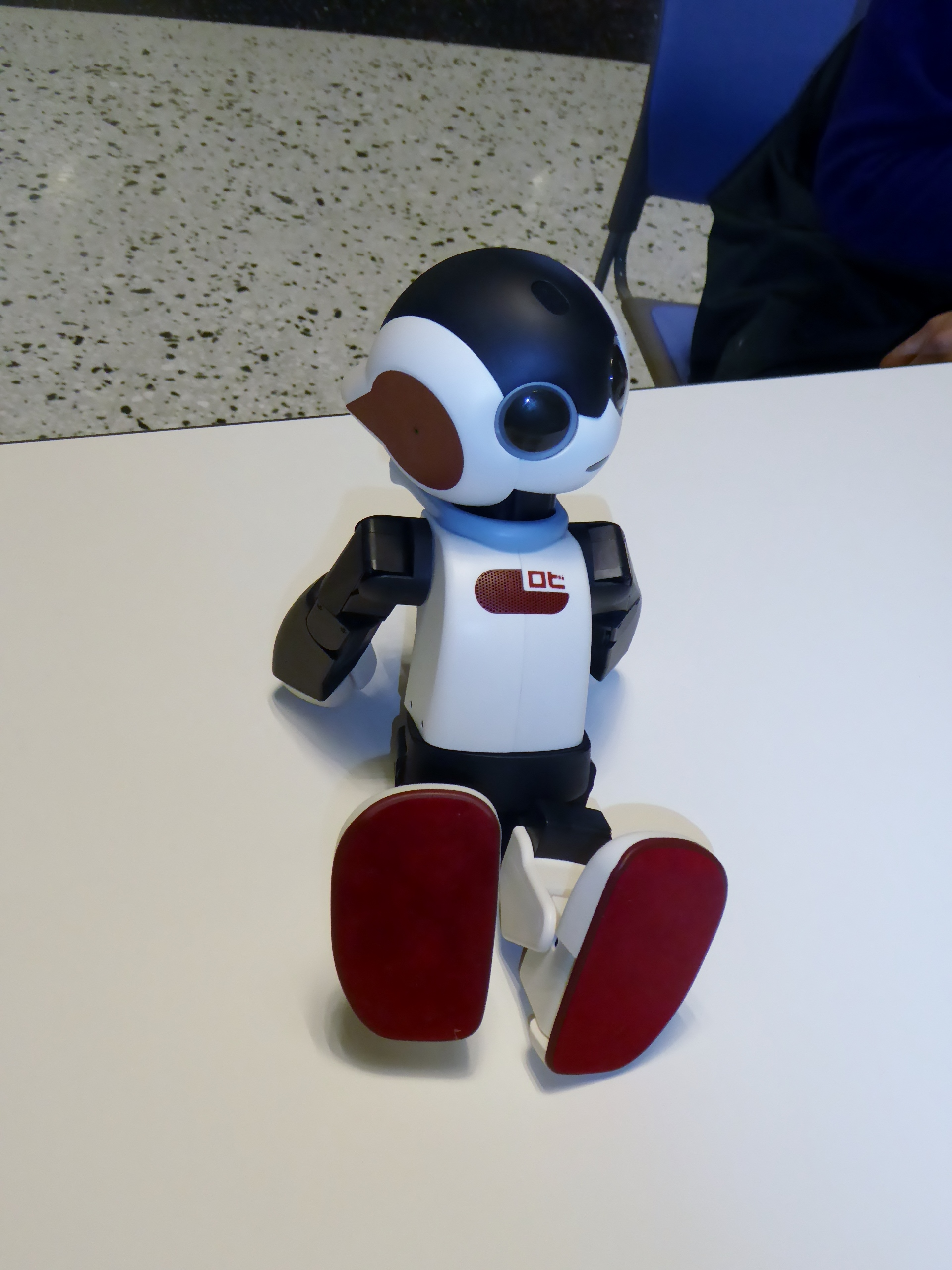
机上に座るロビ

『ロビ』（Robi）とは、ロボットクリエイター高橋智隆がデザイン・設計を手がけたオリジナルロボットの名称である。

## 概要
ロビは身長34cm、体重1kgの二足歩行ロボットで、20個のサーボモータを使用している。
その「ロビ」を組み立てられる週刊誌「週刊ロビ」がデアゴスティーニ・ジャパンより2013年2月に創刊された。「週刊ロビ」の初回創刊号は10万部以上の売上となり、2014年2月に再刊行が決まった。そして2015年1月には3度目の刊行が開始された。
DMM.comの特別タイアップ企画としても取り上げられている。
2017年6月6日にはバージョンアップ版の「週刊ロビ2」が創刊された。

## 特徴
カバーで覆われた外見
外見上では丸みを帯びたカバーで全身を覆われサーボのコード等は一切外部に出ないように設計されており、ROBO-ONE等の競技でよく見られる外装の少ないロボットと比べると「愛らしいルックス」を与えられている。
音声認識機能を使った会話
音声認識機能を搭載し、いわゆる人工無脳による会話が行える。ロビの声は声優･大谷育江が担当している。
小型サーボ「RS308MD」
首3軸、腰1軸、両腕6軸、両脚10の計20軸で双葉電子工業製のサーボ「RS308MD」を使用している。
サポート&コミュニティの存在
「週刊ロビ」の購入者向けにデアゴスティーニ・ジャパンが「ロビクラブ」(Robi.club)を運営しており、会員登録する事で完結より5年間のサポートを受けることができる。

## 主な仕様
- CPUボードと人感センサはヴイストン製[1]。
- 音声認識ボードとテレビリモコンモジュールはレイトロン製[1]。

## 関連製品
- 『ロビジュニア』（Robi jr.）

タカラトミーより2015年1月に発売された、対象年齢6歳以上の玩具。ロビの幼少期をイメージした外観で約1000フレーズ話せ、単4形アルカリ乾電池4本で動作する。二足歩行はできないが、首や手足は動くようになっている。
- 『RobiおはなしBANK』

硬貨を入れると話し出す貯金箱。
- 『Robiぬいぐるみ』

ロビのイラストを元にしたぬいぐるみ。
- 『SR Robi』

タカラトミーアーツより2014年9月に3種類のカプセルトイとして発売された全高約8cmのミニチュア版ロビ。
- 『プラロビ』

フジミ模型よりリリースされている、1/2スケールでロビを再現した多色成形・スナップフィットのプラモデル。

## コラボ、その他
2019年3月27日放送の、日本テレビの「1億人の大質問!?笑ってコラえて!」に出演の際、ダンスも出来るというのでゲストの亀梨和也がいるのに対し、ロボホンが本人の目の前でかつての大ヒット曲である「青春アミーゴ」を踊って見せ、その場にいた会場のゲスト含め皆を驚かせた。これはロビではない。